# 洒库乡
洒库乡，是中华人民共和国四川省凉山彝族自治州美姑县下辖的一个乡镇级行政单位。

## 行政区划
洒库乡下辖以下地区：
洒库村、依卓村、尔觉村、岗洛村、华岗村、塔古村、处曲洛村、吾门村、依楚村和处火千村。